# Kodumudi
Kodumudi é uma panchayat (vila) no distrito de Erode, no estado indiano de Tamil Nadu.

## Geografia
Kodumudi está localizada a 11° 05′ N, 77° 53′ L. Tem uma altitude média de 144 metros (472 pés).

## Demografia
Segundo o censo de 2001,  Kodumudi  tinha uma população de 12,669 habitantes. Os indivíduos do sexo masculino constituem 50% da população e os do sexo feminino 50%. Kodumudi tem uma taxa de literacia de 70%, superior à média nacional de 59.5%: a literacia no sexo masculino é de 77% e no sexo feminino é de 62%. Em Kodumudi, 8% da população está abaixo dos 6 anos de idade.